# Sven Axbom

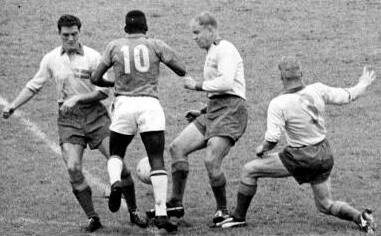
Axbom (r.) mit zwei weiteren schwedischen Spielern im Duell mit Pelé im WM-Endspiel 1958

Sven Axbom (* 15. Oktober 1926 in Kimstad bei Norrköping; † 8. April 2006) war ein schwedischer Fußballspieler.

## Laufbahn
Axbom spielte 167-mal für IFK Norrköping in der Allsvenskan. Der Abwehrspieler wurde mit dem Verein in den 1950er und 1960er Jahren mehrmals schwedischer Meister.
Axbom war zwischen 1955 und 1960 31-mal schwedischer Nationalspieler. Bei der Weltmeisterschaft 1958 bestritt er alle sechs Spiele für die Landesauswahl. Zwischen 1955 und 1957 spielte er zudem dreimal für die schwedische B-Nationalmannschaft.
| Personendaten    | Personendaten               |
| ---------------- | --------------------------- |
| NAME             | Axbom, Sven                 |
| KURZBESCHREIBUNG | schwedischer Fußballspieler |
| GEBURTSDATUM     | 15. Oktober 1926            |
| GEBURTSORT       | Kimstad bei Norrköping      |
| STERBEDATUM      | 8. April 2006               |